# Hélène Bernardy
Pour les articles homonymes, voir Bernardy.
Hélène Bernardy, née à Arlon en 1968, est une chanteuse lyrique belge de tessiture soprano.

## Biographie
Hélène Bernardy étudie le chant et la musique de chambre au Conservatoire royal de Liège.
Les premiers rôles tenus par la soprano sont, en 1996, dans les opéras Die Walküre (rôle de la Valkyrie Helmwige), Parsifal (une fille-fleur ou Blumenmädchen) et Le Prince Igor (Jaroslavna, qui est son premier grand rôle) à l'opéra de Marseille.
À l'opéra de Chemnitz, en Allemagne, où elle est membre permanent en 1997, elle chante les rôles de Sieglinde (dans Die Walküre), sous la direction de Oleg Caetani, Donna Anna (Don Giovanni, qu'elle chantera aussi au Festival d'Antibes), Mimi (La Bohème), Santuzza (Cavalleria rusticana), Senta (Der Fliegende Holländer). Dans Der Weg der Verheissung (de) du compositeur allemand Kurt Weill), elle assure le rôle de Rachel sous la direction de John Mauceri pour la première mondiale de la version originale en allemand à Chemnitz puis à New York, à la Brooklyn Academy of Music. C'est à Chemnitz qu'elle chante ses premiers rôles d'opérette (Das Land des Lächelns, Der Vogelhändler), Rosalinde dans Die Fledermaus et Mariza dans Gräfin Mariza d'Emmerich Kálmán).
En 2000, Hélène Bernardy est engagée pour deux ans à l'opéra de Karlsruhe (Badisches Staatstheater Karlsruhe), où on peut l'entendre dans les personnages d'Aïda, Elsa (Lohengrin), Rosalinde (Die Fledermaus), la comtesse Almaviva dans Le nozze di Figaro, ainsi qu'à nouveau Sieglinde.
En Belgique, à l'Opéra royal de Wallonie à Liège en 2001, elle est Senta dans Der Fliegende Holländer.
L'année suivante, elle reprend le rôle de Sieglinde à Birmingham et Limerick, et celui d'Aïda à l'opéra de Göteborg.
Du 17 au 27 septembre 2015, Hélène Bernardy interprète la diva Bianca Castafiore dans la comédie lyrique Les Bijoux de la Castafiore adaptée de l'album de bande dessinée du même nom d'Hergé. Les représentations de ce ballad opera se déroulent devant la façade du château de La Hulpe en Brabant wallon (Belgique).